# Franz Schmidt

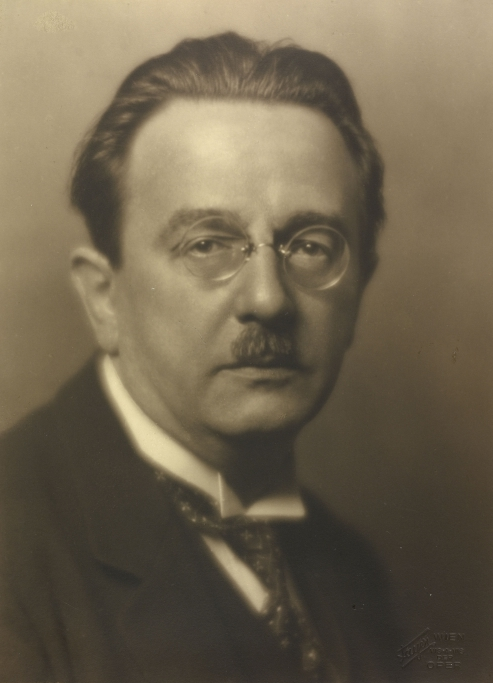
Franz Schmidt

Franz Schmidt (Pressburg, 22 december 1874 - Perchtoldsdorf, 11 februari 1939) was een Oostenrijks componist, cellist en pianist.

## Levensloop
Schmidt groeide op in Pressburg in het Oostenrijks-Hongaarse rijk (dit is nu Bratislava, Slowakije). Zijn moeder was zijn eerste lerares. Zij was een vaardig pianiste, die hem systematisch onderricht gaf in de klavierwerken van Johann Sebastian Bach. Hij studeerde kort piano bij Theodor Leschetizky, met wie hij al snel overhoop lag. In 1888 verhuisde hij naar Wenen en studeerde daar aan het conservatorium (compositieleer bij Robert Fuchs, cello bij Ferdinand Hellmesberger en theorie bij Anton Bruckner); in 1896 studeerde hij cum laude af.
Hij werd gekozen uit veertien sollicitanten voor de vacante positie van cellist bij de Weense staatsopera, waar hij tot 1914 speelde, dikwijls onder Mahler. Hoewel Friedrich Buxbaum de eerste cellist was, liet Mahler de cellosoli meestal spelen door Schmidt. Schmidt was ook een veelgevraagd kamermusicus en speelde in het door Arnold Schönbergs goede vriend Oskar Adler opgerichte strijkkwartet. In 1914 werd hij professor aan de Wiener Musikakademie (tegenwoordig: Universität für Musik und darstellende Kunst Wien). In 1925 werd hij directeur van deze academie, en van 1927 tot 1931 was hij tevens de rector.
Als leraar voor piano, cello, contrapunt en compositie leidde hij talrijke musici, dirigenten en componisten op die later beroemd werden, waaronder pianist Friedrich Wührer en Alfred Rosé (de zoon van Arnold Rosé, de legendarische oprichter van het Rosé Quartet, concertmeester van het Wiener Philharmoniker). Onder de componisten bevinden zich Theodor Berger, Marcel Rubin en Alfred Uhl. Hij ontving veel blijken van waardering zoals de Franz Joseph-orde, en een eredoctoraat van de universiteit van Wenen.
Het privéleven van Schmidt verliep minder positief. Zijn eerste echtgenote bracht vanaf 1919 haar leven door in een ziekenhuis voor geesteszieken. Zijn dochter Emma stierf onverwacht na de geboorte van haar enige kind. Schmidt verwerkte dit met het schrijven van zijn vierde symfonie in 1933 (die hij de opdracht "Requiem voor mijn dochter" meegaf).
Schmidts verslechterende gezondheidstoestand leidde ertoe dat hij zich in 1937 moest terugtrekken uit de academie. In zijn laatste levensjaar werd Schmidt gefêteerd als de grootste levende componist van de Ostmark, de naam die de nazi's gaven aan het door hen ingelijfde Oostenrijk. Hij kreeg de opdracht een cantate te schrijven met de titel "Deutsche Auferstehung", waardoor hij na 1945 door velen als nazisympatisant werd gezien. Schmidt voltooide de compositie echter niet en wijdde zich twee maanden voor zijn dood in 1939 aan de opdrachten voor de eenarmige pianist Paul Wittgenstein (broer van de filosoof Ludwig) voor wie hij al eerder composities had geschreven: het klarinetkwintet in A-groot en de Toccata in d-klein. (Wittgenstein, die van Joodse afkomst was, werd van het podium verbannen na de Anschluss en ontsnapte aan de nazi's door naar de Verenigde Staten te vluchten.)

## Werken
Opera’s
- Notre Dame, romantische opera in twee bedrijven, libretto naar Victor Hugo door Franz Schmidt en Leopold Wilk; gecomponeerd: 1902-4, première: Wenen 1914
- Fredigundis, opera in drie bedrijven, libretto naar Felix Dahn door Bruno Warden en Ignaz Welleminsky; gecomp.: 1916-21, première: Berlijn 1922

Oratorium
- Das Buch mit sieben Siegeln, oratorium voor solisten, koor, orgel en orkest, tekst naar het Bijbelboek Openbaring van Johannes; gecomp.: 1935-37; première: Wenen, 1938

Cantate
- Deutsche Auferstehung een lied voor solisten, koor, orgel en orkest, tekst van Oskar Dietrich; gecomp.: 1938-39, onvoltooid, geschikt gemaakt voor uitvoering door Dr. Robert Wagner; première Wenen, 1940

Symfonieën
- Symfonie nr.1 in E; gecomp.: 1896-99, première: Wenen 1902
- Symfonie nr.2 in Es; gecomp.: 1911-13, première: Wenen 1913
- Symfonie nr.3 in A; gecomp.: 1927-28, première: Wenen 1928
- Symfonie nr.4 in C; gecomp.: 1932-33, première: Wenen 1934

Overige orkestwerken
- Carnavalmuziek en intermezzo uit de opera Notre Dame; gecomp.: 1902-03; première: Wenen 1903
- Variaties op een Huzarenlied voor orkest; gecomp.: 1930-31; première: Wenen 1931
- Orkestrale chaconne in cis; gecomp.: gecompleteerd 1931; manuscript

Pianoconcerten
- Concertante variaties op een thema van Beethoven voor Piano (voor de linkerhand) met begeleiding door orkest; gecomp.: 1923, première: Wenen 1924; tweehandig arrangement door Friedrich Wührer (1952)
- Pianoconcert in Es (voor de linkerhand); gecomp.: 1934, première: Wenen 1935; tweehandige versie door Friedrich Wührer (1952)

Kamermuziek
- Vier kleine fantasiestukken naar Hungaarse nationale melodieën voor cello met piano begeleiding; gecomp.: 1892; première: Wenen 1926 (three pieces)
- Strijkkwartet in A; gecomp.: 1925; première: Wenen 1925
- Strijkkwartet in G; gecomp.: 1929; première: Wenen 1930
- Kwintet voor piano (voor de linkerhand), twee violen, altviool en cello in G; gecomp.: 1926; première: Stuttgart 1931; tweehandig arrangement door Friedrich Wührer (1954)
- Kwintet voor klarinet, piano (voor de linkerhand), viool, altviool en cello in Bes; gecomp.: 1932; première: Wenen 1933
- Kwintet voor klarinet, piano (voor de linkerhand), viool, altviool en cello in A; gecomp.: 1938; première: Wenen 1939; tweehandig arrangement door Friedrich Wührer (1952)

Muziek voor blazers
- Variaties en fuga op een theme in D (de fanfare van de koning uit Fredigundis); derde arrangement voor blazers; gecomp.: 1925, première: Wenen 1925

Muziek voor orgel en blazers
- Variaties en fuga op een thema in D(de fanfare van de koning uit Fredigundis); vierde arrangement voor 14 trompetten, pauken en orgel; gecomp.: 1925, première: Wenen 1925
- Choralvorspiel "Gott erhalte" voor orgel met ad libitum blaasorkest; gecomp.: 1933, première: Wenen 1933
- Plechtige fuga (Fuga Solemnis) voor orgel met opening door 6 trompetten, 6 hoorns, 3 Trombones, tuba en pauken; gecomp.: 1937, première: Wenen 1939

Piano muziek
- Romance in A
- Kerstpastorale in A (=orgelwerk, bewerking)
- Intermezzo in fis (2e deel van het kwintet in A-Dur)
- Toccata in d (voor de linkerhand); gecomp.: 1938, première: Wenen 1940 (tweehandig arrangement); tweehandig arrangement door Friedrich Wührer (1952)

Werken voor orgel
- Variaties op een thema van Christoph Willibald von Gluck (manuscript is zoekgeraakt)
- Variaties and Fugue op een eigen thema in D (fanfare van de koning uit de opera Fredigundis), eerste arrangement; gecomp.: 1916
- Fantasie en fuga in D; gecomp.: 1923-24, première: Wenen 1924
- Variaties en fuga op een thema in D (de fanfare van de koning uit Fredigundis), tweede arrangement; gecomp.: 1924, première: Wenen 1924
- Toccata in C; comp.: 1924, première: Wenen 1925
- Praeludium und Fuge in Es; gecomp.: 1924, première: Wenen 1925
- Chaconne in cis; gecomp.: 1925, première: Wenen 1925
- Vier kleine Choralvorspiele; gecomp.: 1926, première Wenen 1926

"O Ewigkeit du Donnerwort" in F
"Was mein Gott will" in D
"O, wie selig seid ihr doch, ihr Frommen" in D
"Nun danket alle Gott" in A
- Fuga in F; gecomp.: 1927, première.: Wenen 1932
- Praeludium und Fuge in C; gecomp.: 1927 première Wenen 1928
- Vier kleine Praeludien und Fugen, gecomp.: 1928, première Berlijn 1929

Praeludium und Fuge in Es
Praeludium und Fuge in c
Praeludium und Fuge in G
Praeludium und Fuge in D
- Choralvorspiel "Der Heiland ist erstanden"; gecomp.: 1934, première Wenen 1934
- Praeludium und Fuge in A; gecomp.: 1934, première: Wenen 1934
- Toccata und Fuge in As; gecomp.: 1935, première: Wenen 1936